# Saint-Gilles-Vieux-Marché
Saint-Gilles-Vieux-Marché (tiếng Breton: Sant-Jili-ar-C'hozhvarc'had) là một xã của tỉnh Côtes-d’Armor, thuộc vùng Bretagne, tây bắc Pháp.

## Dân số
Người dân ở Saint-Gilles-Vieux-Marché được gọi là Saint-Gillois.